# Huaxtla
Huaxtla es una localidad del estado mexicano de Jalisco. Es parte del municipio de El Arenal.

## Toponimia
El nombre «Huaxtla» proviene de los términos en náhuatl: huaxin, guaje; tlan, lugar de abundancia. Su significado es «lugar donde abundan los guajes».

## Demografía
| Gráfica de evolución demográfica |
|                                  |

| Censo | Población |
| ----- | --------- |
| 1910  | 758       |
| 1921  | 318       |
| 1930  | 486       |
| 1940  | 485       |
| 1950  | 749       |
| 1960  | 854       |
| 1970  | 1 044     |
| 1980  | 1 291     |
| 1990  | 1 642     |
| 2000  | 1 818     |
| 2010  | 2 039     |
| 2020  | 1 985     |